# Peperomia szara
Peperomia szara, pieprzówka szara (Peperomia incana (Haw.) A. Dietr.) – gatunek rośliny z rodziny pieprzowatych (Piperaceae). Pochodzi z Brazylii (stany: Espirito Santo, Espirito Santo).  Jest uprawiany w wielu krajach świata. Nazwa peperomia w tłumaczeniu na język polski oznacza "podobna do pieprzu".

## Morfologia
Roślina wiecznie zielona o pędach wzniesionych lub pokładających się, cała kutnerowato owłosiona. Liście okrągławe lub sercowate, szarozielone.